# Ayi (Akwaya)
 Ayi (ou Aiye, Aiyi) est une localité du Cameroun située dans le département du Manyu et la Région du Sud-Ouest, à proximité de la frontière avec le Nigeria. Elle fait partie de la commune d'Akwaya et du canton de Mbolu.

## Population
La localité comptait 129 habitants en 1953, puis 214 en 1967, des Manta du clan Tatie. À cette date elle disposait d'un marché.
Lors du recensement de 2005, on y a dénombré 815 personnes.